# Maria Alexandrina de Almeida Franco
Maria Alexandrina de Almeida (São Francisco de Chagas da Barra do Rio Grande - 1791 — Santa Luzia - 1879), primeira baronesa de Santa Luzia, foi uma nobre brasileira. 
Casou-se em primeiras núpcias com o Barão de Santa Luzia, Comendador Manuel Ribeiro Vianna (1768-1844), Tenente-coronel das Ordenanças de Macaúbas. 

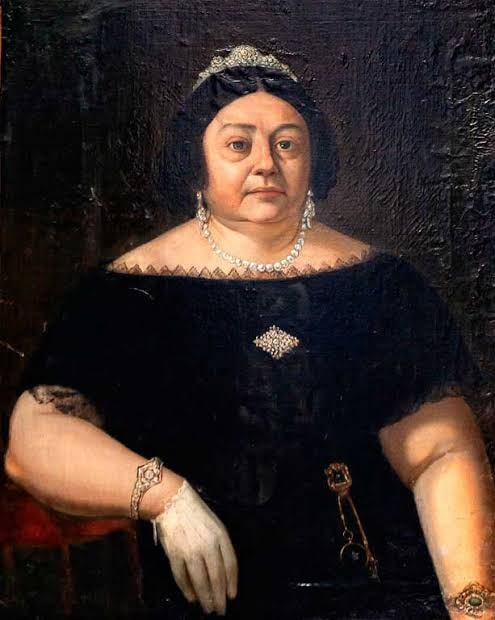
Maria Alexandrina de Almeida, a baronesa de Santa Luzia.

## Biografia
Nasceu no Distrito da Paz, paróquia de São Francisco das Chagas, Vila da Barra (então Bispado de Pernambuco), atual Barra, no vale são-franciscano da Bahia. Descendente de mineradores de Lençóis, Bahia. Teve como padrinho de batismo Dom Pedro II.
Filha do Coronel José Joaquim de Almeida. 
Casou-se com Manuel Ribeiro Viana em 23 de outubro de 1824. Após a morte do cônjuge, casou-se com Quintiliano Rodrigues da Rocha Franco. 
Em 1881 recebeu no Solar da Baronesa, o imperador D. Pedro II, que lá ficou hospedado junto de sua comitiva. 
Ao lado do esposo, fundou o Hospital de São João de Deus, destinado às pessoas carentes e o Teatro de Santa Luzia, construído para celebrações de aniversário natalício de Dom Pedro I, em 1825. 
A Igreja Matriz de Santa Luzia possui lustres de cristais que foram doados pela baronesa.
Recebeu do imperador o monopólio da venda de sal na região. Morreu de embolia cerebral em 2 de julho de 1897 e foi enterrada com joias.

## Homenagens
O bairro Baronesa em Santa Luzia, Minas Gerais, foi assim denominado em homenagem à dona Maria Alexandrina.
Em 2019 foi homenageada em Santa Luzia, na data em que se completou 140 anos de sua morte, evento realizado no Solar da Baronesa e que contou com a presença de mais de 50 pessoas, além de ter sido rezada em seu nome uma missa, pelo pároco Felipe Lemos de Queiróz, no oratório deste solar, mesmo local onde havia se casado, pela primeira vez.